# Eslovàquia al Festival de la Cançó d'Eurovisió 2012
| Edició                   | 2012                          |
| Televisio(ns) implicades | RTVS                          |
| Nom de la preselecció    | Per determinar.               |
| Dates                    | Per determinar.               |
| Format                   | Elecció interna de l'artista. |
| Presentadors             | Per determinar                |
| Nombre de participants   | 1                             |

L'ens públic eslovac RTVS va anunciar l'elecció interna del cantant Miro Šmajda com a representant eslovac pel Festival de 2012, però després va matisar que l'acord final encara no s'havia produït. Aquest primer anunci oficial es va dur a terme el 16 de novembre de 2011. Posteriorment, la televisió eslovaca va confirmar que realitzaria una nova elecció interna. Sigui com sigui, va assegurar que participaria en l'edició de 2012.